# 国际矿物学协会
国际矿物学协会 (英語：International Mineralogical Association, IMA) 是一个由40个国家协会组成的国际組織，成立於1958年。目标是促进矿物学的科学，并使超過5000已知矿物品种的命名标准化。IMA隶属于國際地質科學聯盟（IUGS）。